# Ravageurs du taro

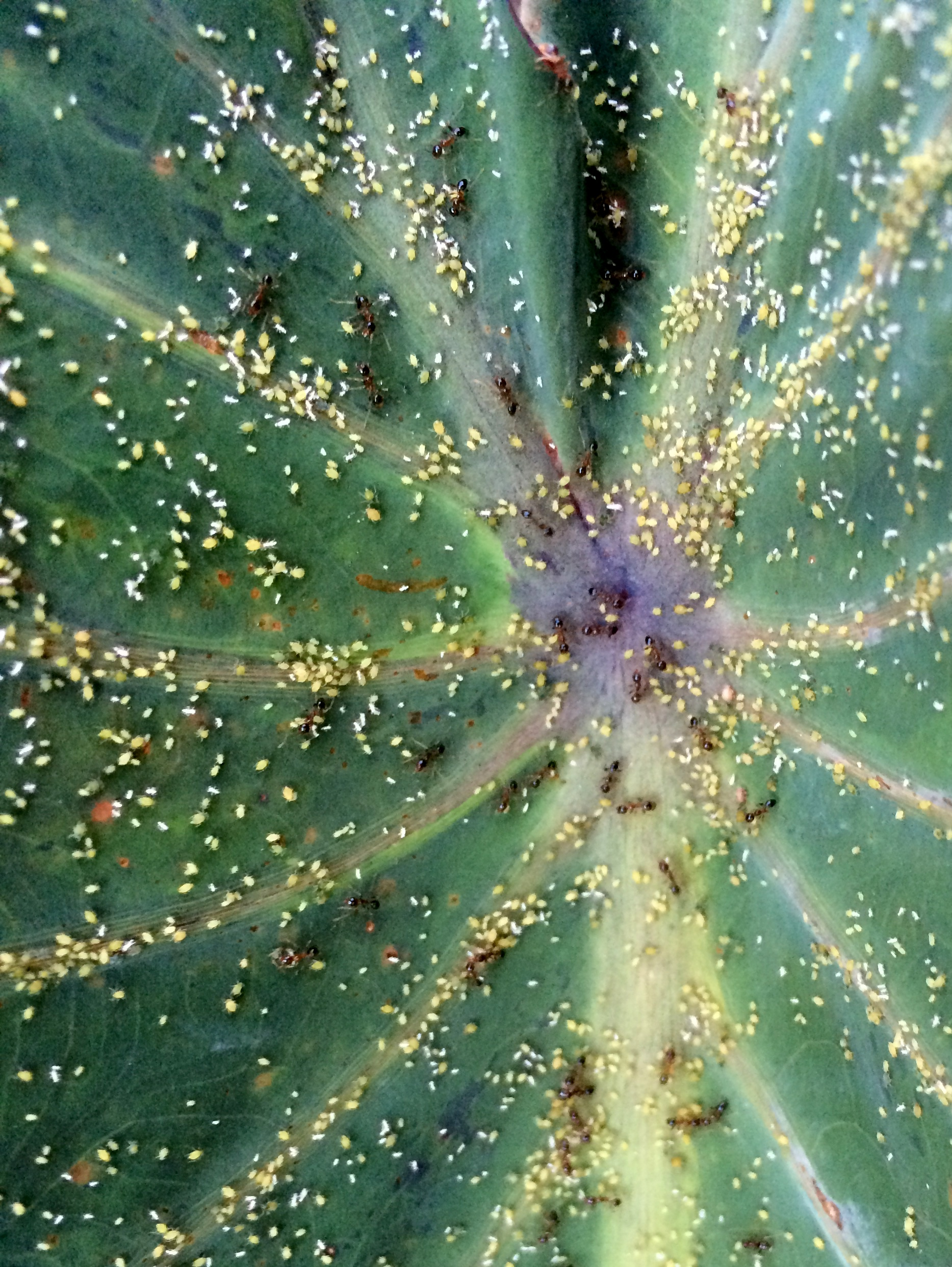
Pullulation de pucerons (accompagnés de fourmis) sur une feuille de taro.

Les ravageurs du taro sont nombreux et appartiennent majoritairement à la classe des Insectes, mais aussi à celle des Acariens. Outre les dommages directs qu'ils causent aux cultures de taro (Colocasia esculenta), ils sont aussi dans certains cas les vecteurs de maladies virales et bactériennes. Leurs dégâts peuvent aussi favoriser le développement de maladies fongiques. Beaucoup d'entre eux sont polyphages, et attaquent d'autres plantes que le taro.

## Insectes
- Pucerons : 
  - Aphis gossypii et Myzus persicae, ces pucerons peuvent se rencontrer en pullulation sur la face inférieure des feuilles. Ils sont des vecteurs potentiels du virus de la mosaïque du taro[2],[3].
  - Patchiella reaumuri, cette espèce de pucerons présente notamment à Hawaï où, en l'absence de son hôte primaire, elle se reproduit parthénogénétiquement, attaque les racines du taro, provoquant leur pourriture[4],[5].

- Coléoptères :

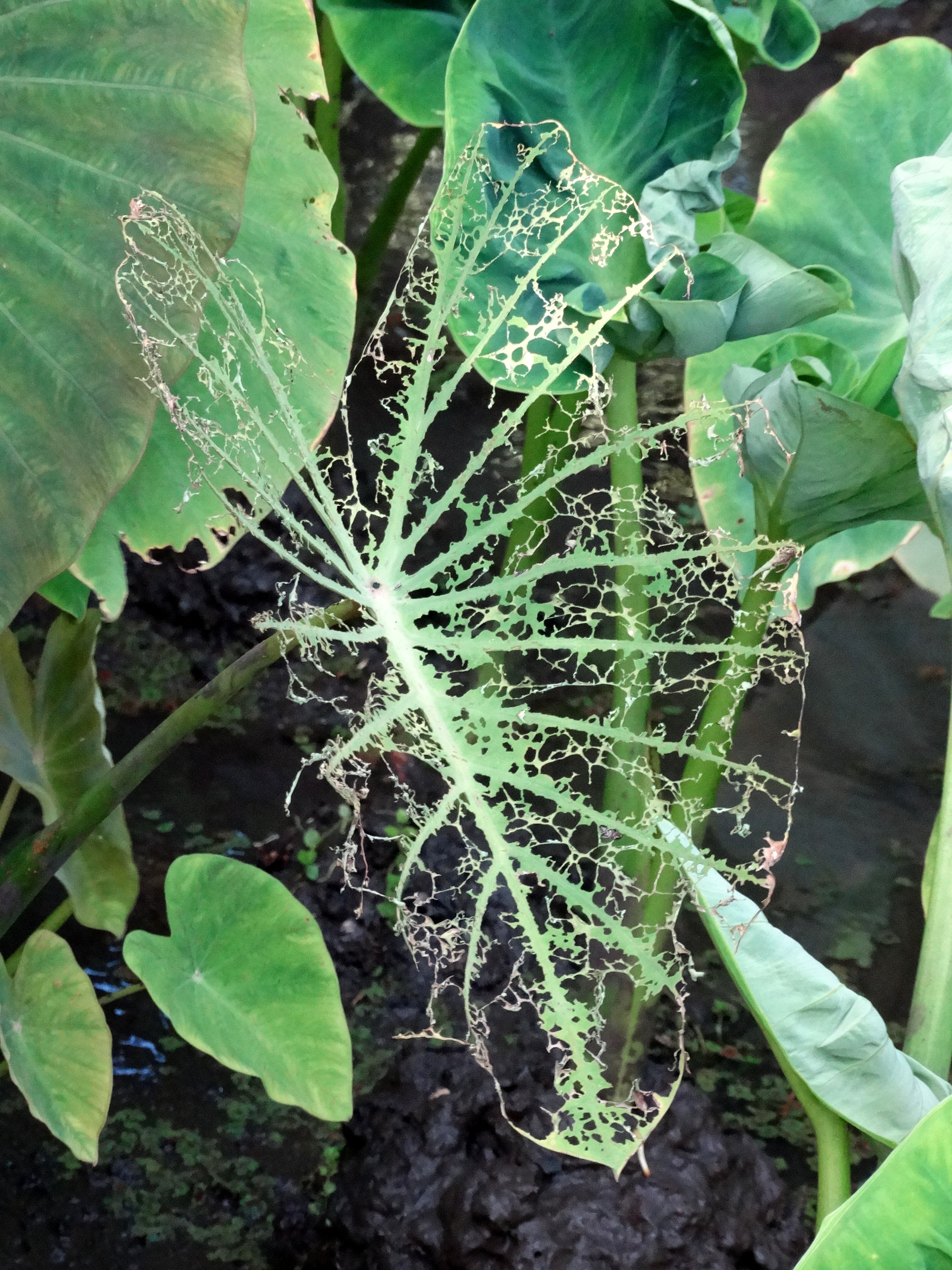
Feuille de taro « squelettisée » par le scarabée Adoretus sinicus.

  - Scarabées du taro (Papuana woodlarkiana, Papuana biroi, Papuana huebneri et Papuana trinodosa), les adultes et les larves creusent des galeries dans les cormes,
  - Adoretus sinicus, insecte polyphage qui attaque les feuilles du taro dont il se nourrit[6].
- Thrips comme Heliothrips indicus,  Heliothrips haemorrhoidalis, Echinothrips americanus[3] ;
- Hémiptères :
  - Aleurodes : Bemisia tabaci (aleurode de la patate douce), Bemisia argentifolii[7], pullulation sur la face inférieure des feuilles, vecteurs potentiels de virus[8] ;
  - Tarophagus proserpina, la cicadelle du taro (famille des Delphacidae), et Planococcus citri, la cochenille farineuse des agrumes (famille des Pseudococcidae), très polyphage, attaquent les feuilles du taro et sont aussi des vecteurs de virus[3] ; Tarophagus proserpina est notamment le vecteur du complexe viral Alomae Bobone (ABVC)[8].

- Lépidoptères :
  - Spodoptera litura et Spodoptera littoralis sont deux espèces allopatriques dont les larves (chenilles) attaquent les feuilles de taro (et de nombreuses autres espèces hôtes).
  - Hippotion celerio, le sphynx du taro, dont les larves voraces peuvent défolier un plant de taro en une journée[9].

## Acariens
Des acariens du genre Tetranychus, notamment Tetranychus urticae et Tetranychus neocaledonicus, difficiles à voir à l'œil nu, sont présents sur le taro cultivé dans la plupart des îles d'Océanie. Les attaques se manifestent par des mouchetures jaunes sur les feuilles surtout entre les nervures, entraînant le jaunissement des feuilles et leur mort prématurée.

## Nématodes
- Des espèces de nématodes à galles (genre Meloidogyne) et de nématodes des lésions (Pratylenchus coffea) attaquent les cormes à partir du sol[8].

## Mollusques
- Lissachatina fulica , l'escargot géant africain (famille des Achatinidae), qui attaque les feuilles et les tiges (pétioles), est commun dans toutes les régions de culture du taro[3].

- Pomacea canaliculata , l'escargot-pomme (famille des Ampullariidae), à répartition pantropicale, attaque le taro et de nombreuses autres plantes[10].